# Juros
Los juros son la primera versión de la deuda pública en la Corona de Castilla. Conocidos desde el siglo XIII, su colocación a cambio de numerario (dinero efectivo) no se inició hasta el XIV. Hay tres clases de juros: vitalicios, perpetuos y al quitar, estos dos últimos idénticos en la práctica, puesto que nunca se amortizaban los juros al quitar. Los vitalicios se cancelaban sin amortización, habitualmente al cabo de dos vidas, por lo que su interés era superior (12,5 y 14,3 %).
Un juro no puede considerarse un título, sino más bien un certificado. Era un papel por el que se definía un privilegio a favor de la persona citada en él. Esta persona declaraba entregar al rey un capital y, a cambio, el rey le concedía el privilegio de cobrar una parte de determinados impuestos de la Renta feudal, citados en el documento, hasta una cantidad prefijada.
Al no haber unidad de tesorería, pues los impuestos eran territoriales, el pago de la deuda seguía de modo inmediato al cobro de la renta mediante la fórmula del Situado, por el que se concedía al titular el derecho a recibir sus intereses sobre una contribución y un lugar determinado. La diferencia de solvencia y previsión de cobro de cada renta o lugar explica el interés por mudar, o sea trasladar la situación de la deuda de rentas de menor garantía a rentas de previsible mayor garantía. Dos juros, pues, no eran iguales, porque los impuestos a los que estaban vinculados podían tener diferentes perspectivas de recaudación.
Tras la famosa quiebra de Felipe II a la muerte de su padre Carlos V, con la suspensión del pago de los asientos (17 de abril de 1557), el arreglo de la deuda procedente de los asientos impagados se pudo llevar a cabo recurriendo a la creación masiva de juros. Las Cortes de Toledo de 1559-1560 lograron la constitución de una junta de medios que elaboró un estudio sobre el valor de rentas y situados, con vistas a su consolidación. El total debía acercarse a 10 000 millones de maravedís, y la masa anual de intereses superaba los 550 millones. La deuda flotante y los atrasos suponían 1950 millones. El decreto de 14 de noviembre de 1560 consolidó el sistema al pagar a los asentistas con juros al 5 %, que se elevaban al 7,1 % en el caso de los mercaderes y particulares perjudicados por el secuestro de las partidas procedentes de América. La inseguridad del sistema, dependiente de tales rentas de percepción irregular, parece un precedente de otras situaciones posteriores, como el caso de Law en la Francia de comienzos del siglo XVIII.
Los juros tuvieron una prolongada vida que permitió con muchos altibajos mantener la Hacienda de la Monarquía Hispánica hasta el final del Antiguo Régimen. El primer tercio del siglo XIX, con la Guerra de Independencia Española, la Independencia Americana y la Guerra Carlista hundieron definitivamente el crédito público que solo pudo recuperarse con la desamortización.